# XRX
En matière de développement logiciel, XRX est une architecture d'applications Web basée sur XForms, REST et XQuery. Les applications XRX stockent leurs données aussi bien sur le client Web que sur le serveur Web au format XML et ne nécessitent pas de conversion de format de données. XRX est considéré comme une architecture applicative simple et élégante du fait du nombre minimal de conversions nécessaires au transport des données entre les systèmes client et le serveur. L'architecture XRX est aussi fortement liée aux recommandations W3C (CSS, XHTML 2.0, XPath, XML Schema) pour garantir que les applications XRX seront robustes dans le futur. Parce que les applications XRX tirent avantage de langages déclaratifs modernes sur le client et de langages fonctionnels sur le serveur, elles sont plus accessibles à des non-développeurs non familiarisés avec les langages procéduraux traditionnels tels que Javascript, Java ou .Net.